# Gmunden
Gmunden (in austro-bavarese Gmundn) è un comune austriaco di 13 199 abitanti nel distretto di Gmunden, in Alta Austria, del quale è capoluogo; ha lo status di città capoluogo di distretto (Bezirkshauptstadt).

## Geografia fisica
La città si trova sulle sponde del lago Traunsee (in corrispondenza dell'emissario), a circa 30 km a sud di Wels.

## Storia
La fondazione di Gmunden risale al XIII secolo.

## Monumenti e luoghi d'interesse

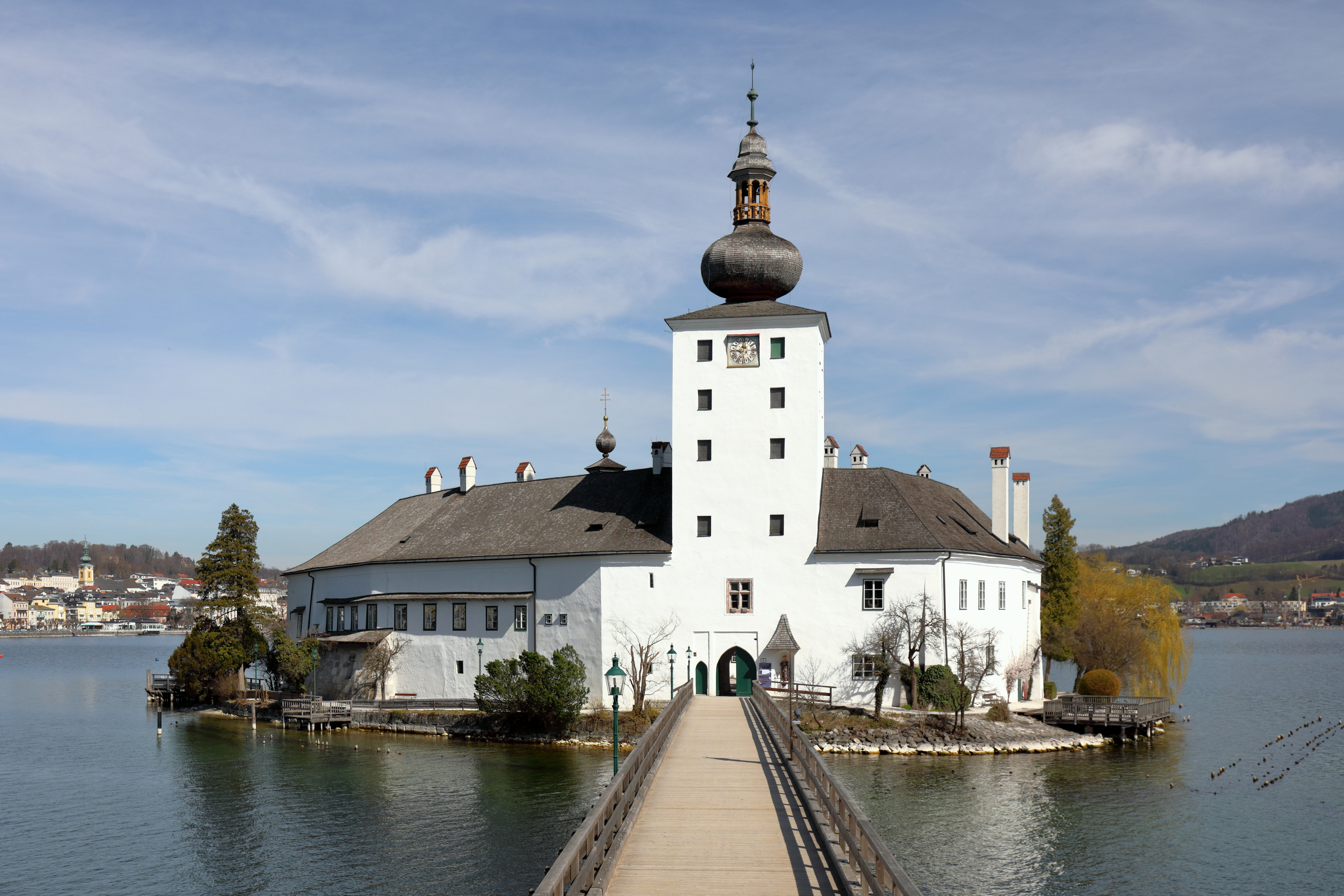
Castel Ort

- Castel Ort è una delle maggiori attrazioni turistiche cittadine, sito sulle sponde del Traunsee. È una delle più antiche costruzioni del Salzkammergut, risalente al X secolo, situata su un'isola collegata alla terraferma con un ponte di legno. Dopo la distruzione per un incendio nel 1626 fu ricostruito nella forma odierna. Oggi è un ristorante e una sede del Ministero austriaco per l'Agricoltura. Il sito è molto popolare non solo per la sua bellezza ma anche per essere il luogo di ambientazione della serie televisiva di grande successo nei paesi di lingua tedesca Schlosshotel Orth (mai distribuita in Italia). Il fatto che il telefilm rappresenti il castello come un hotel provoca continue richieste di soggiorno nella struttura nonostante al suo interno non vi sia nessun albergo.
- Municipio (Rathaus), edificio del XVI secolo, con facciata ornata di stucchi nel 1756 e nel XX secolo abbellita da un carillon di ceramica, l’unico dell’Austria prodotto nel 1957 nella famosa manifattura di porcellane di Meissen.
- Villa Toscana, residenza estiva costruita tra 1870 e 1877 per l'ultima sovrana regnante di Toscana, Maria Antonia di Borbone-Due Sicilie, su progetto del figlio Giovanni Nepomuceno d'Asburgo-Lorena. Oggi importante centro congressi e mostre.
- Castel Weyer, sede della Galerie Schloss Weyer - Meissen Porzellan con esposizione della nota porcellana di Meissen.

## Economia
La città è rinomata per la lavorazione della ceramica, che l'ha resa celebre per il tipico decoro noto come fiammato verde (Grüngeflammte). Si tratta di disegni leggeri su sfondo bianco che dal XVII secolo ornano piatti, tazze, vasi e addirittura le olle utilizzate per le stufe, nei tipici colori verde o rosso, talvolta grigio.

## Infrastrutture e trasporti

### Strade
Gmunden ha uno svincolo autostradale a suo nome a circa 7 km, sulla A1 Vienna-Linz-Salisburgo-Monaco di Baviera.

### Ferrovie
Gmunden conta una stazione ferroviaria su una linea secondaria (Attnang-Pucheim - Steinach-Irding) ed un'altra, terminale (Seebahnhof), su una linea locale (Gmunden-Lambach/Vorchdorf), con altre 3 fermate: Traundorf, Lembergweg ed Engelhof.

### Mobilità urbana

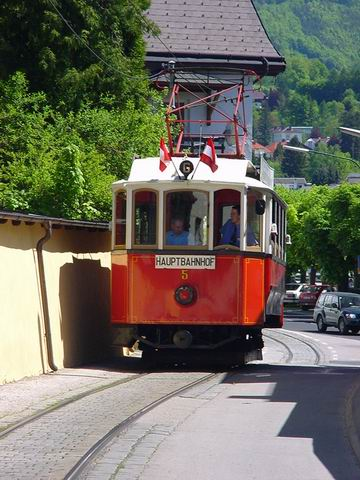
Un tram in servizio a Gmunden

Gmunden è nota (come la connazionale Serfaus per la metropolitana) per essere la più piccola città al mondo a possedere una rete tranviaria urbana, composta da una linea.

## Amministrazione

### Gemellaggi
La città è gemellata con:
- Faenza, dal 2008

## Sport
A Gmunden ha sede la squadra di pallacanestro dello Swans Gmunden, fino al 2005 noto come Union Gmunden.